# Лосевская улица
Ло́севская улица — улица на северо-востоке Москвы в Ярославском районе Северо-Восточного административного округа между Малыгинским проездом и улицей Егора Абакумова. Названа в 1960 году по расположению поблизости от платформы «Лось» Ярославской железной дороги.

## Учреждения и организации
- Дом 2 — городская поликлиника № 218, филиал № 2;
- Дом 4 — детская городская поликлиника № 99, филиал № 1;
- Дом 5 — баня «Лось»;
- Дом 7 — школа № 760, структурное подразделение № 1137;
- Дом 16 — школа № 760, подразделение № 1848/2;
- Дом 18 — офисное здание;
- Дом 22 — ломбард «Мосгорломбард»; «Почта России», отделение 129347.

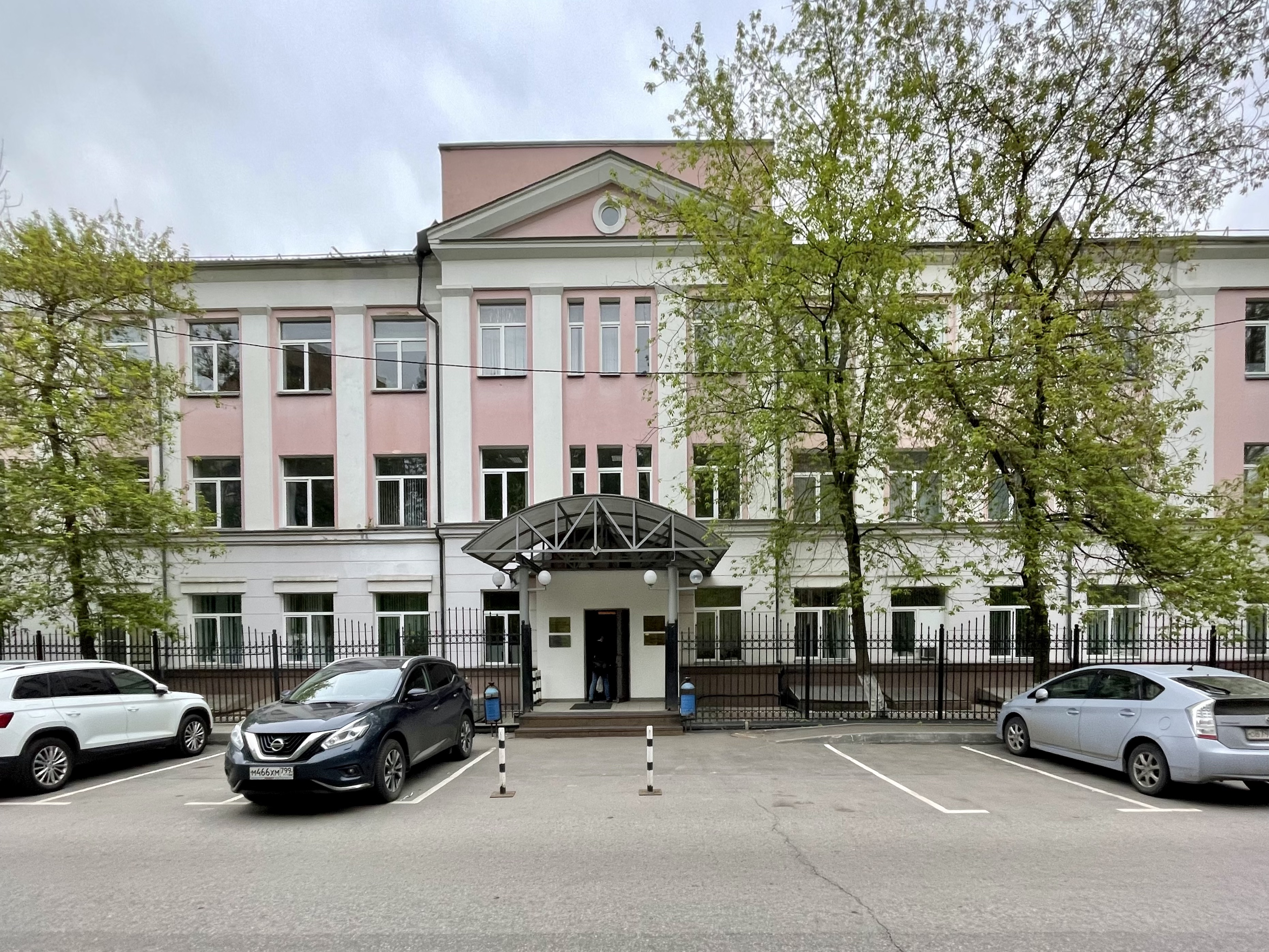
ул. Лосевская, 18